# Qualité, hygiène, sécurité, environnement
 (septembre 2014).
Si vous disposez d'ouvrages ou d'articles de référence ou si vous connaissez des sites web de qualité traitant du thème abordé ici, merci de compléter l'article en donnant les références utiles à sa vérifiabilité et en les liant à la section « Notes et références ».
Qualité, Hygiène, Sécurité, Environnement (QHSE) ; aussi appelé Hygiène, sécurité, sûreté, environnement (HSSE) ; Qualité, sécurité, environnement (QSE) ; Qualité, hygiène, sécurité (QHS) ; ou encore Hygiène, sécurité, environnement (HSE) est un ensemble qui étudie et met en œuvre les aspects pratiques liés à la qualité, aux risques professionnels et à l'environnement au sein des organisations afin de conduire à un système de management intégré complet et respectueux de l'environnement et à l'amélioration continue.
Compte tenu des liens entre les différents domaines, le chargé de QHSE peut intervenir dans le management de la qualité, le management de la santé-sécurité-sûreté-hygiène ou le management environnemental de son entreprise. À ce titre, il est chargé de veiller à la sécurité du personnel, à sa formation en matière de prévention, au respect des normes (notamment NF, EN, AFNOR, ISO), des réglementations et de l'environnement, ainsi qu'à la fiabilité des installations, produits et services dans l'entreprise.
Les enjeux de la QHSE sont nombreux et font appel à des connaissances transversales qui concernent toute l'entreprise. Cet ensemble est également fortement lié à d'autres composantes tels que la RSE ou la QVT.

## Risque professionnel: le salarié et son entreprise
L’entreprise met en œuvre toutes les conditions qui permettent de respecter l'intégrité physique et mentale des salariés et de limiter les conséquences sur la personne d’un accident du travail ou d’une maladie professionnelle. La démarche de prévention est un facteur de développement personnel et professionnel des salariés de l’entreprise, et un gage de qualité du dialogue social. Cet élément est en lien avec l'INRS. Le chargé de QHSE est amené à gérer réglementations et certifications particulières telles que MASE ou ATEX.

### Principaux risques
Il existe plusieurs types de risques liés à l'environnement professionnel, la gestion des risques est une mission à part entière du responsable QHSE :
- les accidents. On retrouve l'accident du travail qui est défini par le fait que l'employé se retrouve sous la responsabilité de son employeur, et l'accident de trajet quand celui-ci se produit entre le domicile de l'employé et son lieu de travail (ou entre son lieu de travail et le lieu où il prend son repas) ;
- les maladies professionnelles. Une maladie professionnelle[1] est la conséquence de l’exposition plus ou moins prolongée à un risque physique, biologique ou chimique (poussières, vapeurs toxiques, bruit, chaleur, vibrations) qui existe lors de l’exercice habituel de la profession ;
- les risques psychosociaux.

### Démarche de prévention
Par la suite, l’employeur se doit d’informer ses salariés sur les risques d’une manière compréhensible. Une information est ainsi dispensée dès l’embauche et lors de toute évolution au sein de l’entreprise (changement de poste, changement d’outil de production, etc.). De plus, pour dispenser son information, une entreprise peut s‘appuyer sur le document unique ou sur l’aide d’acteurs majeurs de la prévention comme le service de santé au travail.
Un équipement de protection collectif (EPC) a pour objectif de protéger le personnel contre les risques qui sont susceptibles de menacer leur sécurité ou santé. Il vise également à limiter voire confiner le risque. Il s’agit de la première mesure de prévention contre les risques professionnels, avant la mise en place de l'équipement de protection individuelle, qui apporte une contrainte supplémentaire pour le salarié.

## Enjeux économiques
Le coût de la politique HSE comprend principalement les cotisations que l’entreprise paie à la caisse d'assurance retraite et de la santé au travail (CARSAT) et le coût des équipements de protection. Ces cotisations varient avec sa taille et ses installations, ainsi, elles vont varier de 1 à 10 % de la masse salariale.

### Bénéfices d'une politique QHSE
La politique QHSE d’une entreprise n’est pas seulement là pour améliorer la qualité des produits / services (se basant notamment sur le respect des normes AFNOR, NF, EN, ou encore ISO, dont les plus connues sont ISO 9001, 22000, 14001, 45001, tout en améliorant processus et procédures) ; augmenter la satisfaction ; ou encore diminuer le nombre d’accidents au sein de celle-ci ; mais aussi pour préserver l’environnement. En effet, l’engagement écologique et vers le développement durable n’est pas qu’un engagement envers la société mais il peut aussi être bénéfique pour l’entreprise (diminution des factures énergétiques, amélioration de la santé des employés et de l'image de marque de l'entreprise). Cet élément est en lien avec l'ADEME.
Une bonne politique QHSE est un excellent départ d'une démarche RSE (Responsabilité Sociétale des Entreprises).

### Le stress au travail: un coût important
L’ensemble des pays industrialisés est confronté au même problème, le stress au travail. Une étude lancée par le ministre du travail en mars 2008 affiche des résultats inquiétants. En effet, ce rapport indique que le stress coûte entre 3 et 4 % du PIB en France soit cinquante milliards d’euros. De plus, le stress est responsable de la moitié des journées de travail perdues. Enfin, on estime que le stress au travail coûte dix fois plus cher que les conflits sociaux. Ces chiffres sont calculés avec la baisse de productivité, le taux d’absentéisme, les accidents dus au stress et aux coûts des maladies liées à ce problème.
Avoir une bonne politique HSE contribue au bien-être des salariés et donc diminue l’absentéisme et augmente la productivité et la motivation des salariés, en agissant sur la QVT (Qualité de Vie au Travail).

## QHSE dans l'entreprise: un enjeu sociétal en lien avec la démarche RSE
Selon l'INRS, « L’entreprise répond aux attentes de ses salariés, clients, donneurs d’ordre ou actionnaires, des pouvoirs publics et de son environnement immédiat. Son climat social et son image s’en trouvent améliorés. En préservant la santé et la sécurité de ses salariés et de l’environnement, l’entreprise participe au développement durable de la société. »

### Un exemple: le classement Seveso
Le rejet accidentel de dioxine en 1976 sur la commune de Seveso en Italie a incité l'Union européenne à se doter d’une politique commune en matière de prévention des risques industriels majeurs décrite dans la directive Seveso. Cette dernière concerne la maîtrise des dangers liés aux accidents majeurs impliquant des substances dangereuses, appelée directive Seveso 2. Cette directive a renforcé la notion de prévention des accidents majeurs en imposant notamment à l’exploitant la mise en œuvre d’un système de gestion et d’une organisation proportionnés aux risques inhérents aux installations.
Selon la quantité totale de matières dangereuses sur le site, deux classements sont possibles :
- les établissements Seveso seuil haut ;
- les établissements Seveso seuil bas.

### Les différents acteurs au sein de l'entreprise
Au sein d’une entreprise, qu’elle soit une petite ou moyenne entreprise ou une grande multinationale, les acteurs de la politique HSE sont nombreux et sont présents à tous les niveaux hiérarchiques. On retrouve ces acteurs en interne mais également en externe grâce à des sociétés spécialistes dans l’audit Hygiène et Sécurité. On peut regrouper ces différents acteurs en plusieurs catégories :
- employeurs, service des ressources humaines, encadrement et ingénierie (concepteurs, acheteurs et bureau des méthodes). La sécurité au travail et la santé des salariés est la responsabilité première du chef d’entreprise. Il est le garant de la mise en place de la politique HSE et s’entoure des spécialistes nécessaires. Toutes les fonctions essentielles de l’entreprise doivent être impliquées dès les ressources humaines lors du recrutement, la gestion des compétences et de l’emploi. Ils ont pour but de s’assurer qu’il y a un nombre suffisant d’employés compétents dans le domaine de la sécurité. Les acteurs de l’ingénierie sont responsables des équipements techniques et des moyens organisationnels ;
- salariés des entreprises. Chaque salarié doit prendre part active à sa propre sécurité mais aussi à celle de ses collègues. Il a le devoir de respecter chaque consigne de sécurité établie (il a dû signer une charte ou un règlement interne). Il a également le devoir de s’informer sur les nouvelles procédures et les mises à jour des documents de sécurité ;
- représentants du personnel. Pour chaque entreprise de plus de cinquante salariés, il existe un comité d'hygiène, de sécurité et des conditions de travail (CHSCT). Ce comité est composé de représentants du personnel principalement. Le rôle et les missions de ce comité sont définis par le code du travail. Il a pour but la protection de la santé physique et mentale et de la sécurité des travailleurs et il contribue à l’amélioration des conditions de travail. Depuis 2018, le CHSCT est progressivement fusionné dans le Comité social et économique (CSE), que les entreprises de plus de onze salariés doivent mettre en place avant le 1er janvier 2020[5] ;
- service de santé du travail. Il peut être interne ou externe à l’entreprise et représente des compétences pluridisciplinaires principalement médicales. Il peut faire appel à différents services extérieurs comme des organismes tels que la caisse d'assurance retraite et de la santé au travail (CARSAT), l’Agence nationale pour l'amélioration des conditions de travail (ANACT)[6]. Le médecin du travail a également un rôle à jouer en matière de prévention des risques. Il est avant tout là pour apporter des conseils aux salariés et répondre à leurs questions ;
- autres acteurs spécialistes de la prévention (en entreprise ou institutionnel). Il peut s’agir de personnes internes et externes à l’entreprise. En interne, on retrouvera notamment les SST (sauveteur-secouriste du travail)[7] qui sont des membres du personnel formés pour pouvoir porter assistance aux employés en cas d’accidents. Leur formation est renouvelée régulièrement et ils doivent être capables d’agir dans tous les cas de figure. En externe, on retrouvera des entreprises extérieures de conseil qui viennent faire des audits de l’entreprise pour détecter les risques et améliorer la prévention.

### Outils juridiques en QHSE
Les dispositions de santé et sécurité au travail sont décrites dans le code du travail et dans de nombreuses lois. Il s’agit donc d’une obligation légale qu’a l’entreprise de garantir la sécurité de ses employés. On retiendra les textes les plus importants :
- le code pénal[8] ;
- le code du travail (France)[9] ;
- le code de l'environnement[10] ;
- le Code de la sécurité sociale (France)[11] a un rôle avant tout préventif. Les caisses régionales d’assurance maladie apportent des informations sur les maladies professionnelles et peuvent faire des recommandations. Ils n’ont aucun pouvoir de sanction. Ce pouvoir est réservé aux inspecteurs du travail qui peuvent contrôler les installations d’une entreprise et ont accès à tous les documents internes.

### Influence d'une bonne politique QHSE sur l'entreprise
Les investissements dans la QHSE rapportent beaucoup à l’entreprise tant sur le plan financier (notamment en augmentant la productivité et la qualité avec optimisation des processus) que sur le plan de la communication (image de marque de l’entreprise avec bons chiffres à communiquer, bien-être des salariés, prise en compte de l'environnement, obtention de certificats tels qu'ISO, MASE, QUALIOPI etc.) ou du respect de la réglementation et de l'environnement. On pourra ensuite, distinguer les stratégies de la politique QHSE suivant la taille de l'organisation. Pour une grande organisation, les moyens mis en œuvre, ainsi que les enjeux économiques ne seront pas les mêmes que pour une petite ou moyenne organisation. La politique QHSE s'appuie sur de nombreux outils (AMDEC, HACCP, Kaizen, Ishikawa, PDCA etc.) pour mettre en place un système de management de la qualité (SMQ) qui se concentre principalement sur la qualité des produits ou des services de l'organisation, ou un système de management intégré (SMI) qui couvre plusieurs domaines à la fois dans une approche unifiée (environnement, santé et sécurité etc.).

### Chargé de QHSE dans l'entreprise
Le salarié travaillant dans le domaine QHSE au sein de l'entreprise peut être soit un technicien ou assistant avec un bac+3 (Licence professionnelle, BUT en QHSE); soit un responsable/ingénieur/cadre avec un bac+5 (Master, diplôme d'ingénieur en QHSE). Il a aussi des rôles transverses (animateur, formateur, consultant, auditeur, préventeur etc.). Selon l'entreprise il peut être uniquement chargé de la Qualité, ou bien uniquement de l'aspect HSE, ou bien gérer l'entièreté des éléments QHSE ou RSE.